# ГАЗ-33086 «Земляк»

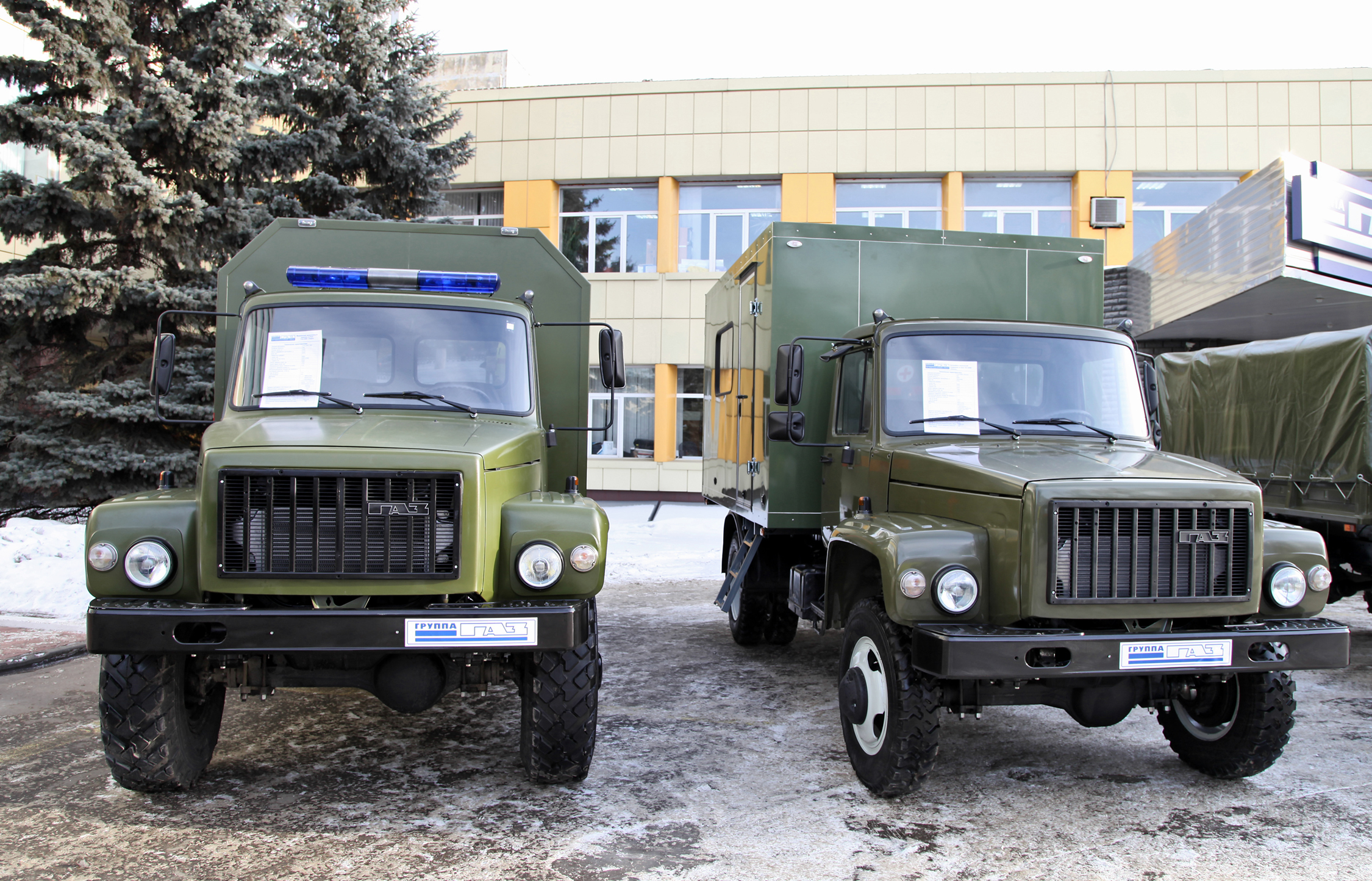
ГАЗ-33081-1091 и автомобиль технической поддержки ГАЗ-33086 «Земляк».

ГАЗ-33086 «Земляк» — российский среднетоннажный грузовой бортовой полноприводный автомобиль капотной компоновки грузоподъёмностью четыре тонны, производства Горьковского автомобильного завода (ГАЗ). 
«Земляк» является моделью семейства четвёртого поколения грузовиков производства Горьковского автозавода. Грузовик занимает промежуточное звено между грузовыми автомобилями ГАЗ-3307, ГАЗ-3308 или «Садко» (4х4) и ГАЗ-3309 (4х2). ГАЗ-33086 серийно выпускался с 2005 года по 2020 год.

## Эксплуатационные показатели (на 2011 год)
- Двигатель — ММЗ Д-245.7 Е7
- Тип двигателя — Р-4, 4- тактный, дизельный с жидкостным охлаждением, турбонаддувом и охладителем наддувочного воздуха, ЕВРО-2
- Рабочий объём, литр — 4,75
- Степень сжатия — 15,1
- Номинальная мощность кВт (л. с.)/(об/мин) — 87 (119) / 2400
- Максимальный крутящий момент, Н·м / (об/мин) — 413 (42,1) / 1500
- Максимальная скорость, км/час — 90
- Радиус разворота, метр — 22
- Глубина преодолеваемого брода, м — 1
- Ёмкость топливного бака, л — 105
- Контрольный расход топлива, л/100 км при движении с постоянной скоростью
  - при скорости 40 км/ч — 14
  - при скорости 60 км/ч — 16

## Технические характеристики
- Колёсная формула — 4 × 4
- Тип кабины — Капотная компоновка
- Масса автомобиля, кг
  - Полная масса автомобиля, кг — 8 150
  - Снаряженная масса бортового автомобиля, кг — 4 000
  - Грузоподъемность бортового автомобиля, кг — 4 105
  - Грузоподъемность шасси, кг — 4 410
- Коробка передач — Пятиступенчатая механическая синхронизированная
- Раздаточная коробка — Механическая, с прямой и понижающей передачами
- Подвеска передних и задних колес — Зависимая, рессорная, с гидравлическими амортизаторами
- Тормоза
  - Рабочая тормозная система — Двухконтурная, с гидравлическим приводом
  - Передние и задние — Колодочные, барабанного типа
  - Стояночная тормозная система — Трансмиссионная
- Рулевое управление
- Тип — «винт-шаровая гайка» с гидравлическим усилителем
- Колеса
  - Шины, размерность — 8,25 R 20

## Габаритные размеры
- Длина, мм — 6430
- Ширина, мм — 2340
- Высота, мм — 2520
- Колесная база, мм — 3770
- Дорожный просвет, мм — 265